# Montgomery County, Indiana
Montgomery County är ett administrativt område i centrala delen av delstaten Indiana, USA, med 38 124 invånare (2010). Den administrativa huvudorten (county seat) är Crawfordsville.

## Geografi
Enligt United States Census Bureau har countyt en total area på 1 309 km². 1 307 km² av den arean är land och 2 km² är vatten.

### Angränsande countyn
- Tippecanoe County - norr
- Clinton County - nordost
- Boone County - öst
- Hendricks County - sydost
- Putnam County - söder
- Parke County - sydväst
- Fountain County - väst

### Orter
- Alamo
- Crawfordsville (huvudort)
- Darlington
- Ladoga
- Lake Holiday
- Linden
- New Market
- New Richmond
- New Ross
- Waveland
- Waynetown
- Wingate